# Karl von Keissler
Karl von Keissler, auch Karl Ritter von Keissler, (* 13. April 1872 in Wien; † 9. Januar 1965)  war ein österreichischer Botaniker. Er war am Naturhistorischen Museum Wien und befasste sich insbesondere mit Kryptogamen und hier mit Pilzen und Flechten. Sein offizielles botanisches Autorenkürzel lautet „Keissl.“

## Leben
Sein Vater war bei der Kaiserin Elisabeth-Bahn, sein Großvater war der Ingenieur und Erbauer der West-Bahn Karl Ritter von Keissler. Keissler studierte ab 1890 an der Universität Wien Naturwissenschaften und wurde 1895 in Wien bei Julius Wiesner in Botanik promoviert, war dann Assistent am Botanischen Garten und Institut in Wien und ab 1899 in der Abteilung Botanik des Naturhistorischen Museums Wien, an dem er 1902 Assistent und 1913 Kustos (1919 Kustos 1. Klasse) wurde und dessen Leiter er 1923 wurde (Direktor 1925). 1921 wurde er Regierungsrat und 1924 Hofrat. 1933 ging er in den Ruhestand.
Keissler befasste sich vor allem mit Flechtenparasiten (Pilzen, die auf Flechten parasitär leben). Weitere Arbeiten waren über Seidelbast, das Plankton in Alpenseen und teilweise befasste er sich am Museum anfangs auch mit Sammlungen von Samenpflanzen aus Tibet (von Handel-Mazzetti später korrigiert) und Brasilien. Er verfasste den Beitrag zu Flechtenparasiten in der Kryptogamenflora von Gottlob Ludwig Rabenhorst und Beiträge zu verschiedenen Flechtengruppen (Moriolaceen, Pyrenulaceen, Coniocarpineen, Cyanophili, Usneaceen). Sein Herbarium ist in Wien.
1925 bis 1937 war er Herausgeber der Annalen des Naturhistorischen Museums Wien.
1934 erhielt er das Goldene Ehrenzeichen für Verdienste um die Republik Österreich.
Er war seit 1906 verheiratet und hatte zwei Kinder.

## Ehrungen
Nach Keissler benannt sind die Pilzgattungen Keissleria Höhn., Keissleriella Höhn., Keisslerina Petr., Keisslerellum Werner, Keissleriomyces D.Hawksw. und Neokeissleria Petr.

## Schriften
- Die Flechtenparasiten, in: Gottlob Ludwig Rabenhorst, Die Kryptogamenflora von Deutschland, Österreich und der Schweiz, 2. Auflage, Band 8, Leipzig 1930